# Wapen van Hommerts-Jutrijp

Wapen van Hommerts-Jutrijp

Het wapen van Hommerts-Jutrijp is het dorpswapen van de Nederlandse dorpen Hommerts en Jutrijp, in de Friese gemeente Súdwest-Fryslân. Het wapen werd in 2009 geregistreerd.

## Geschiedenis
Het wapen is gebaseerd op een ouder wapen dat reeds voorkomt in het wapenboek van Andries Schoemaker uit 1695.

## Beschrijving
De blazoenering van het wapen in het Fries luidt als volgt:
horizontaal yn trijen fan grien, sulver en swart; oer alles hinne in reade rút, belein mei in gouden ikel, twa sulveren swannen en in gouden ôfskuorde swynskop, pleatst 1:2:1.
De Nederlandse vertaling luidt als volgt:
horizontaal in drieën van groen, zilver en zwart; over alles heen een rode ruit, belegd met een gouden eikel, twee zilveren zwanen en een gouden afgescheurde zwijnenkop, geplaatst 1:2:1.
De heraldische kleuren zijn: sinopel (groen), zilver (zilver), sabel (zwart), keel (rood) en goud (goud).

## Symboliek
- Groene balk: duidt op het grasland rond beide dorpen.[2]
- Zilveren balk: staat voor het water in de omgeving van de dorpen.[2]
- Zwarte balk: verwijzing naar het laagveen.[2]
- Ruit: een symbool voor de rechtspraak. De rode kleur staat onder meer voor bebouwing maar is ook terug te vinden in het wapen van het geslacht Van Hettinga. Deze familie bewoonde een stins nabij Hommerts.[2]
- Eikel: ontleend aan de wapens van de families Van Hettinga en Van Terwisscha. Deze laatste familie bewoonde een stins nabij Jutrijp.[2]
- Zwijnenkop: terug te voeren op de plaatsnaam Jutrijp. Dit is ook te schrijven als Jortryp en Jort is een verkorte vorm van de naam Everhard. Dit betekent zoveel als "zo sterk als een everzwijn".[2]
- Zwanen: verwijzen naar het recht van zwanendrift dat verbonden was aan de Hettingastins.[2]

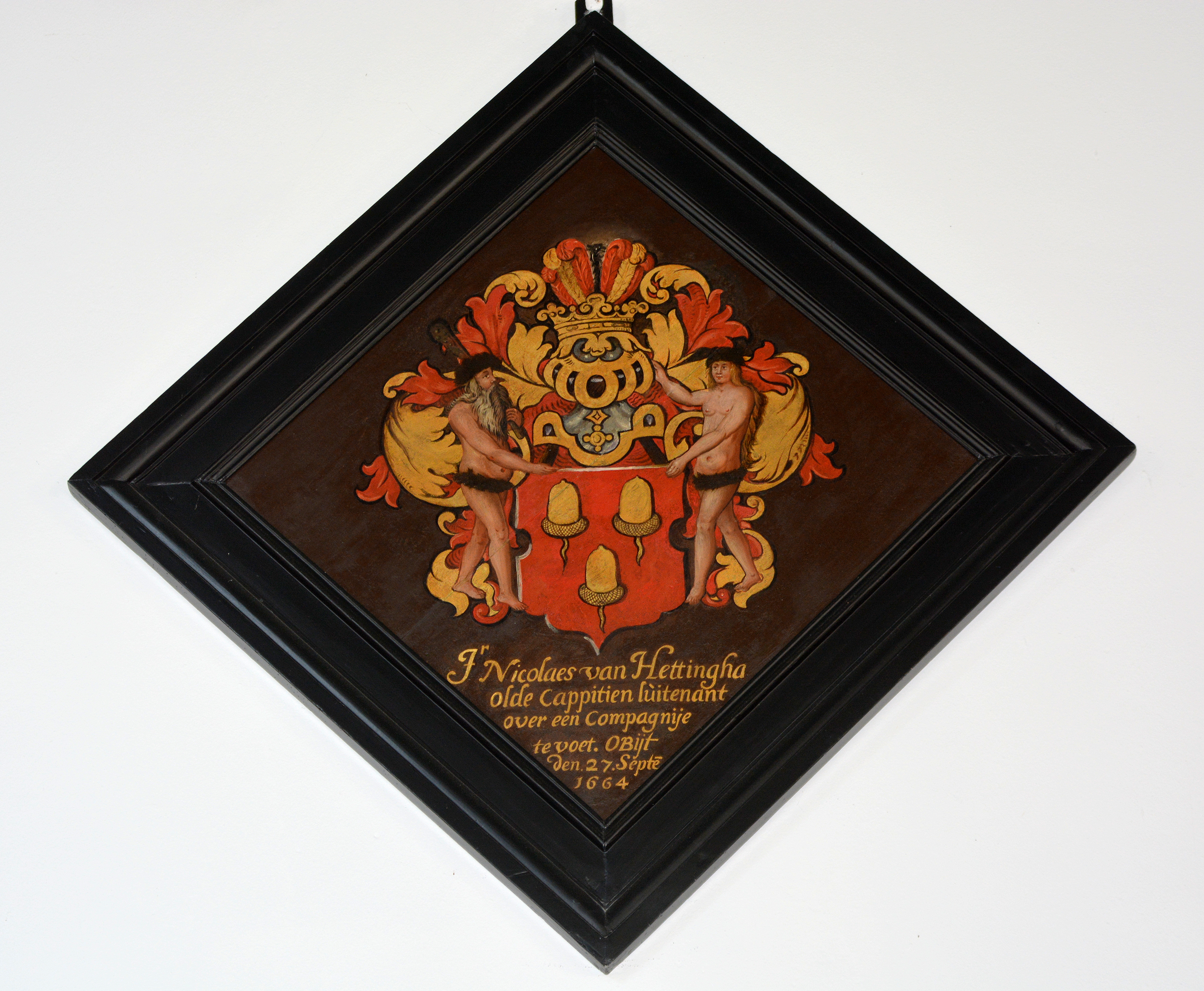
Wapenbord met het wapen van Van Hettinga.

## Zie ook

Vlag van Hommerts-Jutrijp